# Disa brendae
Disa brendae är en orkidéart som beskrevs av Hans Peter Linder. Disa brendae ingår i släktet Disa och familjen orkidéer. Inga underarter finns listade i Catalogue of Life.